# Тренчин
Тре́нчин (словац. Trenčín, венг. Trencsén) — промышленный город в западной Словакии. Расположен в 10 км от чешской границы, на реке Ваг, на месте римского легиона Лаугарицио. Является центром Тренчинского края (4501 км², 18 городов) и района Тренчин. Население города — около 56 тыс. человек.

## История
Обитаем с незапамятных времён. На скале, расположенной посреди города, находится типичный средневековый замок, построенный в 1069 году нашей эры. Тренчин известен латинскими надписями о победе второго римского легиона над германскими племенами, датированными 179 годом. Эти надписи, именующие место как Лаугарицио, являются самым северным следом присутствия римских солдат в Центральной Европе.
Тренчин впервые был упомянут в 1111 году, но, несомненно, существовал и раньше. Главная башня замка происходит из XI века. В 1275 году Тренчин переходит в руки влиятельного венгерского феодала Петра Чака. В период с 1302 по 1321 годы замок служил престолом его сыну — Матушу Чаку (словац. Matúš Čák, венг. Máté Csák), могущественному правителю, контролировавшему Словакию в военном и политическом отношениях.
В 1412 году Тренчин получил права свободного королевского города. В 1790 году город и замок сгорели в большом пожаре. Со второй половины XIX века Тренчин становится важным промышленным городом среднего Поважья.

## Население
| Год:                | 1994   | 2004    | 2014    | 2024    |
| ------------------- | ------ | ------- | ------- | ------- |
| Количество человек: | 58 347 | 56 850  | 55 857  | 54 130  |
| Разница:            |        | −2,56 % | −1,74 % | −3,09 % |

## Современное состояние
Город является центром военной промышленности, здесь находятся авиаремонтный завод (в состав которого в 2010 году включили АО "Словацкий авиационный институт") и военно-ремонтный завод.

## Тренчьянский Град
Замок, являющийся третьим по величине на территории Словакии, расположен в самой высокой части города. Он поделен на верхнюю и нижнюю секции и усиленно фортифицирован. Верхняя часть состоит из нескольких построек дворцового типа, окружающих средневековую башню, до сих пор являющуюся самой высокой точкой города. На холмах под замком расположена приходская церковь, к которой ведут древние ступени, уходящие в близлежащие улицы. В старом городе расположен большой сквер с церковью в стиле барокко, разнообразные магазины и городская башня.

## Прочие достопримечательности

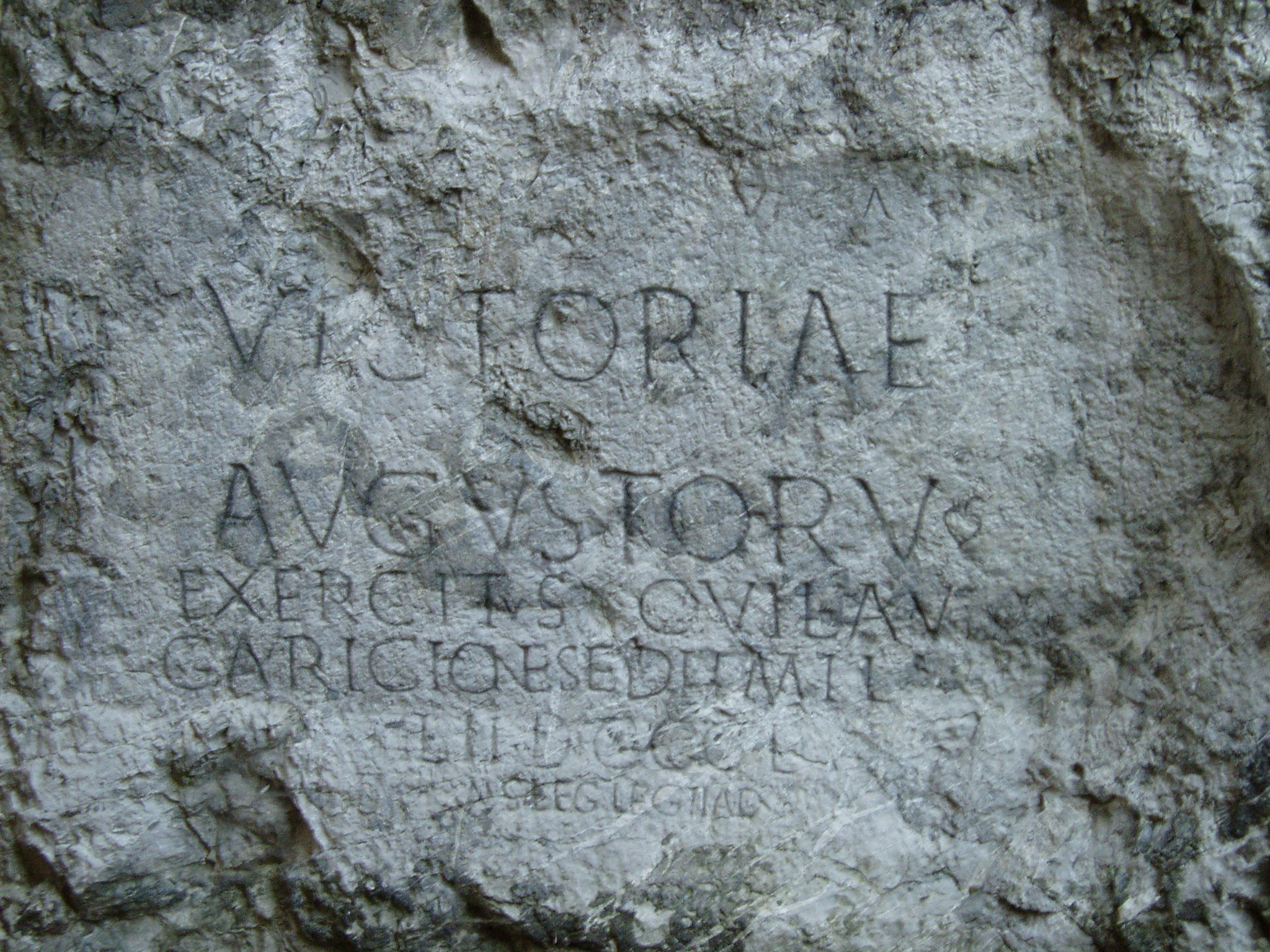
Римская надпись на скале в Тренчине 179 года

- Костёл св. Марии
- Костёл св. Франциска
- Часовня св. Михаила
- Монастырь пиаристов
- Лютеранская кирха
- Синагога
- Ратуша
- Дом палача
- Ансамбль Площади Мира

## Спорт
- Футбольный клуб «Тренчин». Его домашним стадионом является «На Сиготи».
- Хоккейный клуб «Дукла». Домашняя арена — Зимний стадион.

## Города-побратимы
- Кран-Жеврье
- Казалеккьо-ди-Рено
- Бекешчаба
- Крагуевац
- Тарнув
- Угерске-Градиште
- Злин